# Place Delille
Pour les articles homonymes, voir Delille (homonymie).
La place Delille est une des places principales du centre-ville de Clermont-Ferrand, au pied du plateau central du côté nord-est, non loin de la basilique Notre-Dame du Port et de la rue du même nom. 

## Situation et accès

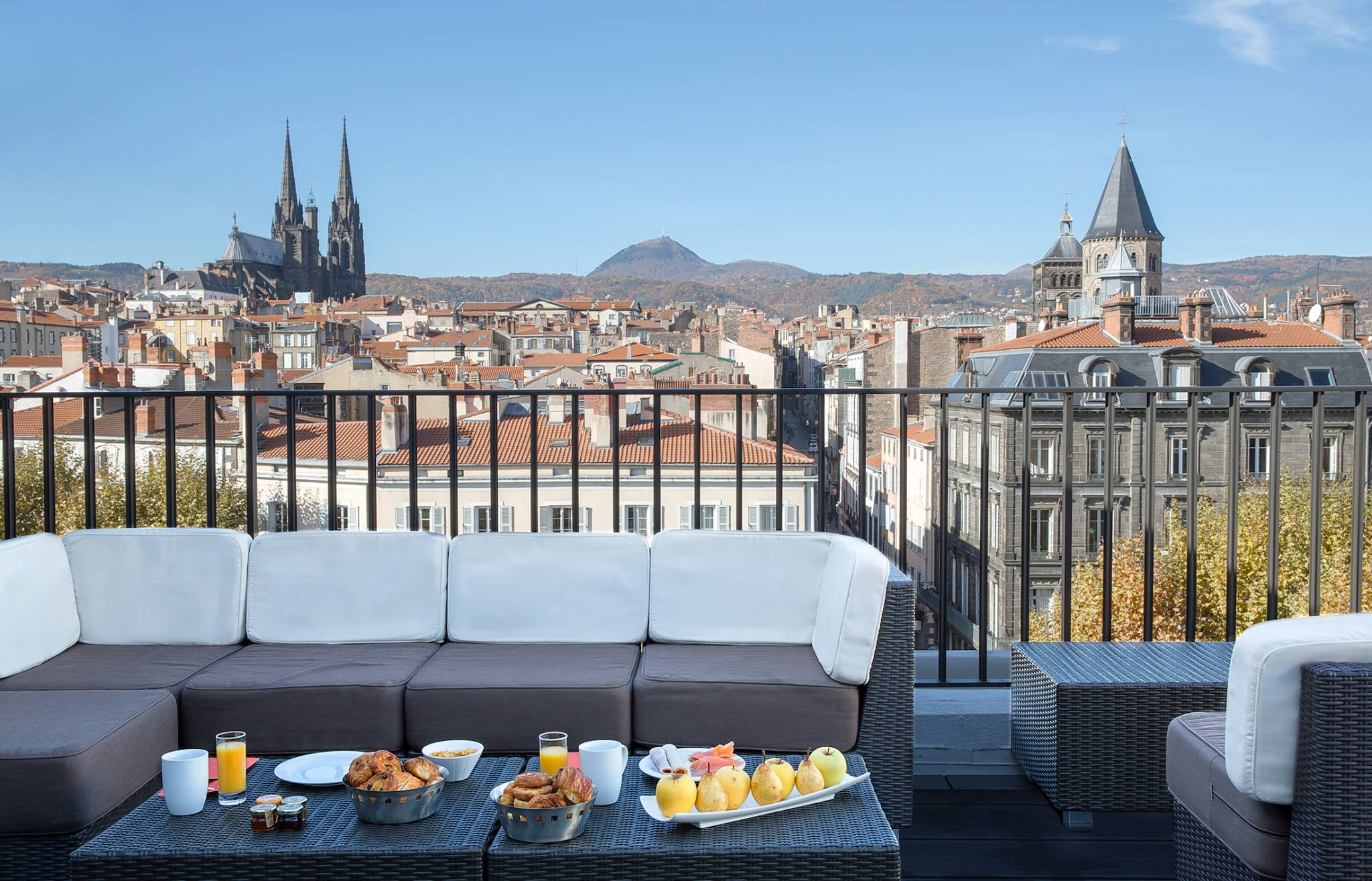
Toits depuis la place Delille. Vue sur la cathédrale, le Puy de Dôme et la basilique Notre-Dame-du-Port.

La place Delille est située au coin nord-est du plateau central de Clermont-Ferrand, au pied du quartier du Port. À cet endroit arrivait la route venant de Paris par Montferrand.
La place a la forme d'un rectangle orienté nord-sud. Au milieu du côté ouest débouche la rue du Port, qui donne accès à la vieille ville (Notre-Dame du Port, quartier de la cathédrale et de l'hôtel de ville). Au coin sud-ouest arrive le boulevard Trudaine, qui, avec le cours Sablon, correspond à la partie orientale de la ceinture de la ville ancienne. Au coin sud-est s'ouvre une petite place triangulaire, la place de Salford, au milieu de laquelle se trouve un monument aux morts de la Grande Guerre ; de cette place partent trois voies (avenue Charras, avenue Albert-et-Élisabeth, avenue de Grande-Bretagne) qui desservent le quartier de la gare et les quartiers de l'est. Au coin nord-est arrive la rue des Jacobins ; c'était autrefois la route de Paris (RN 9) ; par elle, on accède au quartier des Carmes, à l'avenue de la République et à la place du Premier-Mai, à Montferrand et aux quartiers du nord-est ; elle est doublée par le débouché du viaduc des Carmes, qui dessert les mêmes quartiers. Au nord-ouest, en face du débouché du viaduc des Carmes, la rue Montlosier est le départ de la ceinture nord du plateau central ; le tramway emprunte cet axe viaduc des Carmes - rue Montlosier. Entre la rue Montlosier et le premier immeuble du côté ouest de la place se trouve l'extrémité de la place d'Espagne, petite place allongée et arborée qui longe le quartier du Port.

## Origine du nom
Elle doit son nom à l'abbé Delille (1738-1813), poète et traducteur, natif de Clermont-Ferrand. 

## Historique

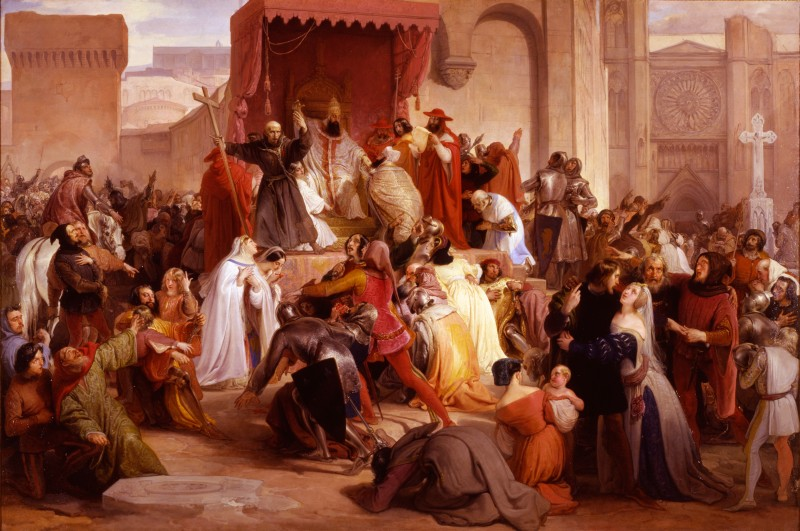
Le pape Urbain II prêchant la première croisade sur la place de Clermont, tableau de Francesco Hayez (1835).

### LeChamp Hermmédiéval
Il est actuellement accepté[évasif] que c'est à cet endroit – alors un terre-plein (Champ Herm, « champ désert » en occitan) au pied de l'enceinte de la ville et de la porte du quartier du Port (Portus) – que le pape Urbain II aurait prêché lors de l'appel de Clermont, le 27 novembre 1095, la première croisade, à l'issue du concile de Clermont. En fait, aucun des chroniqueurs qui nous ont transmis le souvenir de l'appel de Clermont ne précise l'endroit exact ; on sait seulement que le pape se rendit sur un lieu spacieux en dehors de la ville, car aucun bâtiment n'était assez vaste pour accueillir tous ceux qui étaient venus l'entendre ; l'emplacement de la place Delille, tout proche de Notre-Dame du Port, est une hypothèse vraisemblable.

La porte qui permettait d'entrer dans la ville par la rue du Port prit le nom de porte Champet (de Champ Herm, selon Jean Savaron) et la place située devant la porte fut la place Champet. On appelait aussi cette porte porte Royale, parce que c'est par là que les rois qui visitaient Clermont entraient dans la ville. Plus tard, la place devint la place des Jacobins, avant de prendre son nom actuel.
En langue occitane, elle porte d'abord le nom Champ Herm jusqu'au XVIIIe siècle puis Plaça Delila dès lors qu'a lieu son changement de nom officiel.

### Période moderne

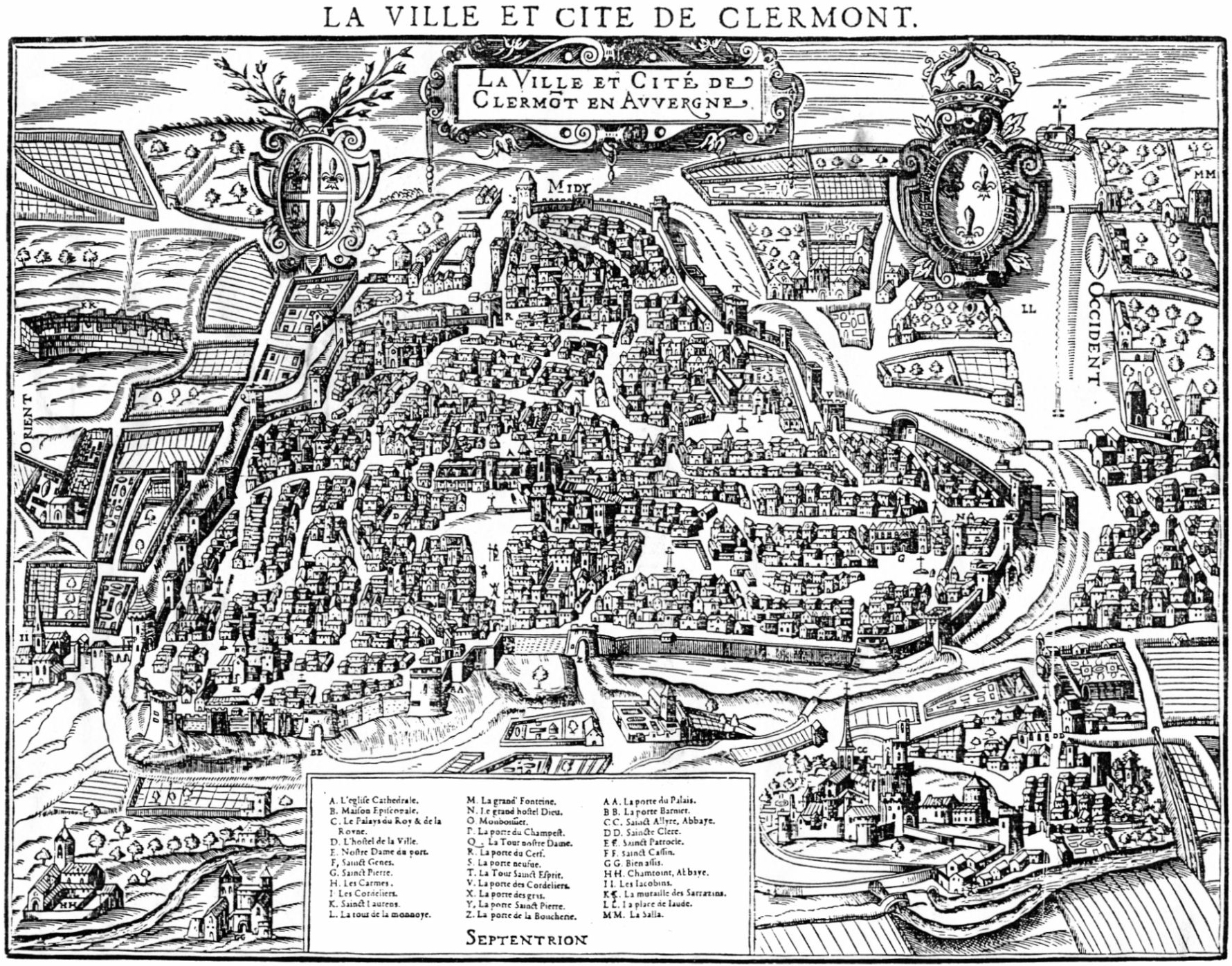
Clermont en 1575. La porte Champet et le couvent des Jacobins en bas à gauche.

L'habitat urbain ne s'étendait pratiquement pas à l'est de la place, où l'espace était largement occupé par des couvents suburbains et leurs enclos. Même après la destruction des remparts, Clermont peina à s'étendre dans cette direction. La place Delille servait entre autres de marché aux pailles, foins, échalas et autres produits liés à l'agriculture, ce qui soulignait son caractère à peine urbain. C'est seulement la mise en service de la gare, en 1855, plus à l'est, largement à l'écart de la ville, qui changea la donne. On ouvrit des avenues vers la gare, d'abord l'avenue de la Croix-Morel (aujourd'hui avenue de Grande-Bretagne), puis l'avenue Charras, plus tard l'avenue Albert-et-Élisabeth ; des maisons furent construites le long de ces avenues, mais longtemps l'espace entre les avenues resta occupé par des jardins, des vignes et des prés. À la fin du XIXe siècle, la construction de l'église Saint-Joseph (commencée en 1882), du marché Saint-Joseph (1891-1892), du lycée Jeanne-d'Arc en bas de l'avenue de la Croix-Morel (1894-1899), est le signe qu'un véritable quartier se constitue entre la gare et la place Delille, intégrant pleinement celle-ci dans la ville, d'autant que, parallèlement, la rue des Jacobins, plus au nord, s'urbanise aussi.
Sous l'Occupation, deux immeubles de la place Delille sont réquisitionnés pour installer l'Office de placement allemand (OPA) – Arbeits-Einsatzstabes –, organisme chargé de la gestion des « volontaires » partant travailler en Allemagne.

## Bâtiments remarquables et lieux de mémoire

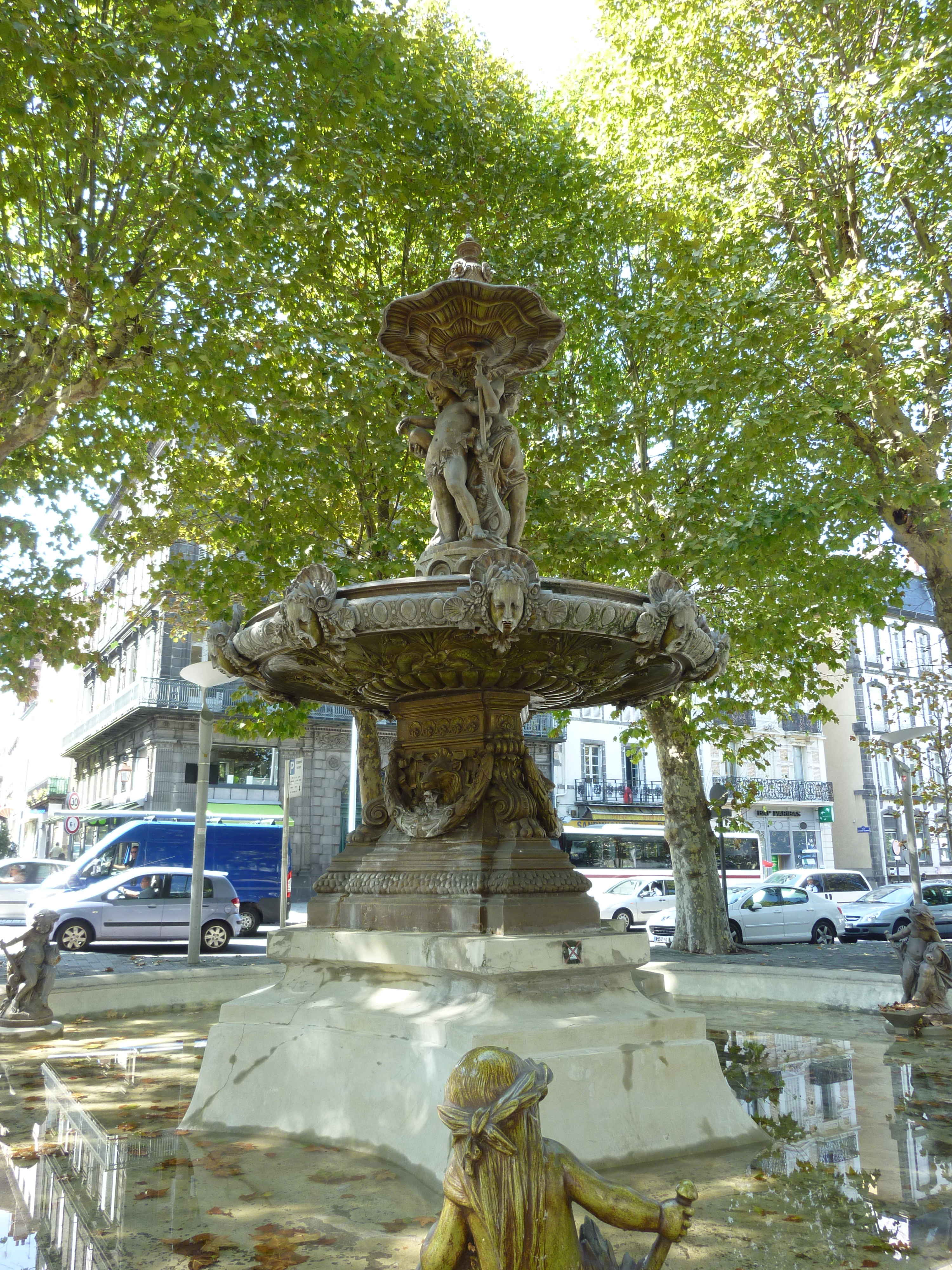
La fontaine Delille et les immeubles du côté ouest, au coin de la rue du Port.

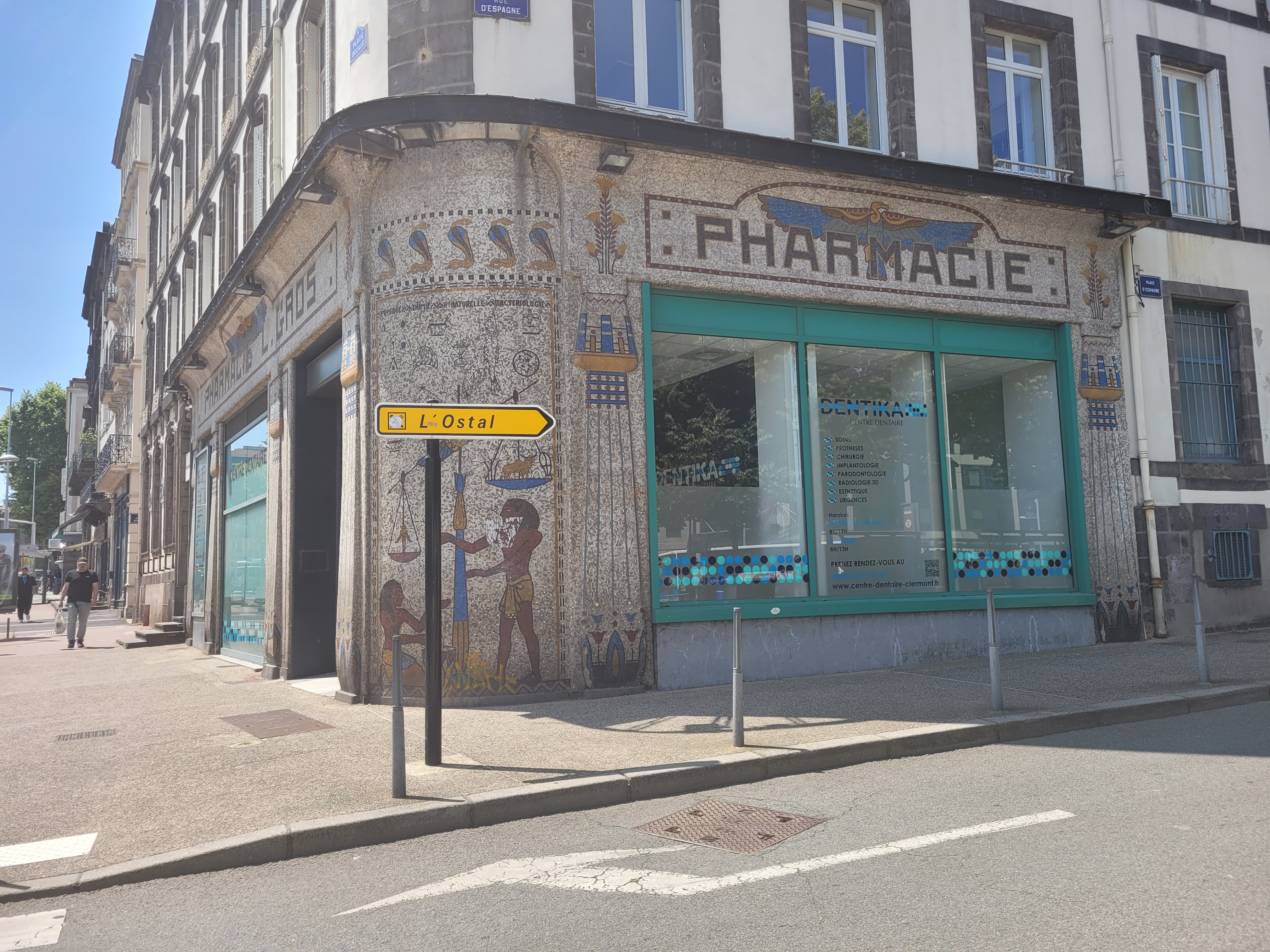
Devanture de la pharmacie Gros.

La place comporte un terre-plein central au milieu duquel se trouve la fontaine Delille classée aux Monuments Historiques avec son réseau souterrain depuis le 21 mai 2007, réalisée vers 1875 ; cette fontaine a remplacé la fontaine d'Amboise, qui se trouvait à cet emplacement de 1808 à 1854. Deux kiosques de fleuristes sont installés sur ce terre-plein, ce qui lui donne un caractère pittoresque lorsque les fleuristes étalent leurs plantes et leurs fleurs à l'entour. L'animation est importante dans la journée car la place Delille est sur le parcours naturel des piétons entre la gare et le centre-ville par la rue du Port et en raison de la présence, à proximité immédiate à l'est, d'établissements scolaires de l'enseignement catholique (Godefroy-de-Bouillon et Massillon). La circulation automobile est intense sur les quatre côtés de la place ; en effet, la place Delille est un point de passage presque obligé entre le centre-ville et les quartiers du nord-est.
L'écrivain Alexandre Vialatte la décrit comme « une place ombragée de platanes au cœur même de Clermont-Ferrand ». Un hôtel de la place porte depuis son nom.
Au coin de la place d'Espagne au nord-ouest se trouve l'ancienne pharmacie Gros, dont la devanture imaginée en mosaïque par l'architecte clermontois Louis Jarrier est inscrite aux Monuments Historiques depuis 2016.